# Gouvernement Mauroy II
Pour les articles homonymes, voir Gouvernement Pierre Mauroy.
Ve République
Gouvernement Pierre Mauroy I Gouvernement Pierre Mauroy III
Le deuxième gouvernement Pierre Mauroy est le 16e gouvernement de la Ve République française. Dirigé par Pierre Mauroy et nommé par François Mitterrand, président de la République de 1981 à 1995, il est en fonction du 23 juin 1981 au 22 mars 1983.

## Contexte de formation

### Contexte économique et politique
Après l'écrasante victoire socialiste aux élections législatives de 1981, François Mitterrand, disposant d'une majorité très confortable, propose aux communistes de rejoindre le deuxième gouvernement Mauroy. Le nouveau gouvernement continue les actions entreprises.

### Choix des ministres
Les contacts avec les communistes passent par Jacques Fournier et Guy Braibant. Le président leur demande de proposer aux communistes d'obtenir quatre ministères, ceux qu'ils veulent, à l'exception des régaliens (Affaires étrangères, Finances, Intérieur, Défense). Les communistes désirent cinq ministères, et proposent Anicet Le Pors aux PTT, Gisèle Moreau au Travail, Jack Ralite à la Culture, et Guy Hermier. Gaston Defferre, qui est alors maire de Marseille, refuse ce rival gênant.
Edmond Maire et Jacques Delors conseillent à Mitterrand de ne pas mettre Moreau au Travail. Le président accepte les propositions des communistes avant de décider de leur refuser les PTT et la Culture. Ralite est ainsi envoyé à la Santé, et Le Pors, qui refuse la Consommation, accepte d'être ministre de la Fonction publique et des réformes administratives.
Robert Badinter devient ministre de la Justice en remplacement de Maurice Faure, qui ne souhaitait pas être au gouvernement. Bombard et Debarge quittent le gouvernement, selon Jacques Attali, « sur un malentendu : le président les croyait désireux de prendre du champ… ».
Est décidé le 23 juin que Charles Fiterman sera nommé aux Transports, mais pas à l'Équipement, que Quilliot conserve. Marcel Rigout obtient le Travail, avant qu'il ne lui soit repris.

### Féminisation du gouvernement
Le gouvernement compte six femmes ministres : Nicole Questiaux, Édith Cresson, Yvette Roudy, Edwige Avice, Catherine Lalumière et Georgina Dufoix.

### Coalition
Le gouvernement est soutenu par une coalition composée principalement du Parti socialiste et du Parti communiste. Ce dernier possède 44 sièges à l'Assemblée nationale.

## Composition initiale
Pierre Mauroy est nommé Premier ministre par un décret du 22 juin 1981 et les membres du gouvernement par un décret en date du 23 juin 1981,.
Le gouvernement de Pierre Mauroy pourra compter sur les élus du groupe socialiste et sur les députés communistes. Donc 333 députés soit 67 % des sièges à l'Assemblée nationale.

### Premier ministre
| Image          | Fonction         |  | Nom           | Parti |
| -------------- | ---------------- |  | ------------- | ----- |
| Jacques Chirac | Premier ministre |  | Pierre Mauroy | PS    |

### Ministres d'Etat
| Image                   | Fonction                                                            |  | Nom                     | Parti |
| ----------------------- | ------------------------------------------------------------------- |  | ----------------------- | ----- |
| Gaston Defferre         | Ministre d'État, ministre de l'Intérieur et de la Décentralisation  |  | Gaston Defferre         | PS    |
| Michel Jobert           | Ministre d'État, ministre du Commerce extérieur                     |  | Michel Jobert           | MDD   |
| Charles Fiterman        | Ministre d'État, ministre des Transports                            |  | Charles Fiterman        | PCF   |
| Michel Rocard           | Ministre d'État, ministre du Plan et de l'Aménagement du territoire |  | Michel Rocard           | PS    |
| Jean-Pierre Chevènement | Ministre d'État, ministre de la Recherche et de la Technologie      |  | Jean-Pierre Chevènement | PS    |

### Ministres
| Image               | Fonction                                 |  | Nom                 | Parti |
| ------------------- | ---------------------------------------- |  | ------------------- | ----- |
| Nicole Questiaux    | Ministre de la Solidarité nationale      |  | Nicole Questiaux    | PS    |
| Robert Badinter     | Garde des Sceaux, ministre de la Justice |  | Robert Badinter     | PS    |
| Claude Cheysson     | Ministre des Relations extérieures       |  | Claude Cheysson     | PS    |
| Charles Hernu       | Ministre de la Défense                   |  | Charles Hernu       | PS    |
| Jacques Delors      | Ministre de l'Économie et des Finances   |  | Jacques Delors      | PS    |
|                     | Ministre de l'Éducation nationale        |  | Alain Savary        | PS    |
| Édith Cresson       | Ministre de l'Agriculture                |  | Édith Cresson       | PS    |
| Pierre Dreyfus      | Ministre de l'Industrie                  |  | Pierre Dreyfus      | PS    |
| André Delelis       | Ministre du Commerce et de l'Artisanat   |  | André Delelis       | PS    |
| Jack Lang           | Ministre de la Culture                   |  | Jack Lang           | PS    |
| Jean Auroux         | Ministre du Travail                      |  | Jean Auroux         | PS    |
| Jack Ralite         | Ministre de la Santé                     |  | Jack Ralite         | PCF   |
|                     | Ministre du Temps libre                  |  | André Henry         | PS    |
|                     | Ministre de l'Urbanisme et du Logement   |  | Roger Quilliot      | PS    |
| Michel Crépeau      | Ministre de l'Environnement              |  | Michel Crépeau      | MRG   |
| Louis Le Pensec     | Ministre de la Mer                       |  | Louis Le Pensec     | PS    |
| Georges Filloud     | Ministre de la Communication             |  | Georges Fillioud    | PS    |
| Louis Mexandeau     | Ministre des P.T.T.                      |  | Louis Mexandeau     | PS    |
| Jean Laurain        | Ministre des Anciens combattants         |  | Jean Laurain        | PS    |
| Catherine Lalumière | Ministre de la Consommation              |  | Catherine Lalumière | PS    |
|                     | Ministre de la Formation professionnelle |  | Marcel Rigout       | PCF   |

### Ministres délégués
| Image              | Fonction                                                                        | Ministre de rattachement                      |  | Nom                | Parti |
| ------------------ | ------------------------------------------------------------------------------- | --------------------------------------------- |  | ------------------ | ----- |
| André Chandernagor | Ministre délégué chargé des Affaires européennes                                | Ministre des Relations extérieures            |  | André Chandernagor | PS    |
| Jean-Pierre Cot    | Ministre délégué chargé de la Coopération et du Développement                   | Ministre des Relations extérieures            |  | Jean-Pierre Cot    | PS    |
| André Chandernagor | Ministre délégué chargé du Budget                                               | Ministre de l'Économie et des Finances        |  | Laurent Fabius     | PS    |
| Edmond Hervé       | Ministre délégué chargé de l'Énergie                                            | Ministre de l'Industrie (jusqu'au 29/06/1982) |  | Edmond Hervé       | PS    |
| Yvette Roudy       | Ministre délégué, ministre des Droits de la femme                               | Premier ministre                              |  | Yvette Roudy       | PS    |
| André Labarrère    | Ministre délégué chargé des Relations avec le Parlement                         | Premier ministre                              |  | André Labarrère    | PS    |
| Anicet Le Pors     | Ministre délégué chargé de la Fonction publique et des Réformes administratives | Premier ministre                              |  | Anicet Le Pors     | PCF   |
| Edwige Avice       | Ministre délégué chargé de la Jeunesse et des Sports                            | Ministre du Temps libre                       |  | Edwige Avice       | PS    |

### Secrétaires d'État
| Image             | Fonction                                                             | Ministre de rattachement                                                                                               |  | Nom               | Parti |
| ----------------- | -------------------------------------------------------------------- | --- |  | ----------------- | ----- |
| Jean Le Garrec    | Secrétaire d'État chargé de l'Extension du secteur public            | Premier ministre |  | Jean Le Garrec    | PS    |
| Raymond Courrière | Secrétaire d'État chargé des Rapatriés                               | Premier ministre |  | Raymond Courrière | PS    |
| Henri Emmanuelli  | Secrétaire d'État chargé des Départements et territoires d'outre-mer | Ministre d'État, ministre de l'Intérieur et de la Décentralisation                                                     |  | Henri Emmanuelli  | PS    |
| Georgina Dufoix   | Secrétaire d'État chargée de la Famille                              | Ministre de la Solidarité nationale (jusqu'au 29/06/1982) Ministre des Affaires sociales et de la Solidarité nationale |  | Georgina Dufoix   | PS    |
|                   | Secrétaire d'État chargé des Personnes âgées                         | Ministre de la Solidarité nationale (jusqu'au 29/06/1982) Ministre des Affaires sociales et de la Solidarité nationale |  | Joseph Franceschi | PS    |
| François Autain   | Secrétaire d'État chargé des Immigrés                                | Ministre de la Solidarité nationale (jusqu'au 29/06/1982) Ministre des Affaires sociales et de la Solidarité nationale |  | François Autain   | PS    |
| Georges Lemoine   | Secrétaire d'État                                                    | Ministre de la Défense                                                                                                 |  | Georges Lemoine   | PS    |
| André Cellard     | Secrétaire d'État                                                    | Ministre de l'Agriculture                                                                                              |  | André Cellard     | PS    |
| François Abadie   | Secrétaire d'État chargé du Tourisme                                 | Ministre du Temps libre                                                                                                |  | François Abadie   | MRG   |

## Remaniements

### Remaniement du 29 juin 1982
Ce remaniement du 29 juin 1982 est lié aux démissions de Nicole Questiaux et de Pierre Dreyfus. Il prévoit :
- Pierre Bérégovoy remplace Nicole Questiaux comme ministre des Affaires sociales et de la Solidarité nationale ;
- Jean-Pierre Chevènement devient ministre de la Recherche et de l'Industrie ;
- Ministre délégué aux Affaires sociales, chargé du Travail : Jean Auroux ;
- Ministre délégué auprès du Premier ministre, chargé de l'Emploi : Jean Le Garrec ;
- Suppression des postes de ministre de l'Industrie et de secrétaire d'État chargé de l'Extension du secteur public ;
- Modification de l'intitulé du poste de ministre de Travail.

Il faut noter qu'Edmond Hervé reste ministre délégué chargé de l'Énergie mais auprès du ministre de la Recherche et de l'Industrie.

### Remaniement du 17 août 1982
Ce remaniement du 17 août 1982 est lié à un changement de poste de Joseph Franceschi :
- Joseph Franceschi devient secrétaire d'État auprès du ministre d'État, ministre de l'Intérieur et de la Décentralisation, chargé de la Sécurité publique ;
- Le poste de secrétaire d'État chargé des Personnes âgées est temporairement supprimé.

### Remaniement du 8 décembre 1982
En désaccord avec la politique africaine, le ministre de la Coopération Jean-Pierre Cot démissionne. Il est procédé au remaniement du 8 décembre 1982 :
- Christian Nucci le remplace comme ministre délégué chargé de la Coopération et du Développement ;
- Le poste de secrétaire d'État chargé des Personnes âgées (non occupé depuis le 17 août 1982) est pourvu par Daniel Benoist.

## Répartition partisane
| Parti                       | Parti                            | Premier ministre | Ministres d'État | Ministres | Ministres délégués | Secrétaires d'État | Total |
| --------------------------- | -------------------------------- | ---------------- | ---------------- | --------- | ------------------ | ------------------ | ----- |
| Répartition le 23 juin 1981 | Répartition le 23 juin 1981      | 1                | 5                | 21        | 8                  | 9                  | 44    |
|                             | Parti socialiste                 | 1                | 3                | 18        | 7                  | 8                  | 37    |
|                             | Parti communiste français        |                  | 1                | 2         | 1                  |                    | 4     |
|                             | Mouvement des démocrates         | 1                |                  |           |                    | 1                  |       |
|                             | Mouvement des radicaux de gauche |                  | 1                |           | 1                  | 2                  |       |
|                             |                                  |                  |                  |           |                    |                    |       |
| Répartition le 22 mars 1983 | Répartition le 22 mars 1983      | 1                | 5                | 19        | 10                 | 9                  | 44    |
|                             | Parti socialiste                 | 1                | 3                | 16        | 9                  | 8                  | 37    |
|                             | Parti communiste français        |                  | 1                | 2         | 1                  |                    | 4     |
|                             | Mouvement des démocrates         | 1                |                  |           |                    | 1                  |       |
|                             | Mouvement des radicaux de gauche |                  | 1                |           | 1                  | 2                  |       |

## Actions

### Politique budgétaire
La majorité socialiste vote en juillet 1981 une augmentation des dépenses publiques de 11 milliards de francs, creusant le déficit de 4 milliards, dans le cadre de la relance économique présentée dans les 110 propositions pour la France. 19 milliards de dépenses supplémentaires sont votées en novembre.
La relance cherche à redistribuer les richesses : le SMIC est relevé en pouvoir d’achat de 4,6 % en 1981, soit une augmentation sur une base annuelle de 5,2 % ; l’allocation logement est augmentée de 25 % en juillet 1981 et de 20 % en décembre. Les prestations sociales progressent, en termes réels, de 5 % en 1981 et 7 % en 1982. La moitié de cette politique de relance porte ainsi soit sur les hausses du salaire minimum, soit sur les hausses des prestations sociales.
Le gouvernement dépose à Bruxelles à la fin de l'année 1981 un Mémorandum sur la relance européenne, qui propose une relance groupée pour amplifier les effets et stimuler la demande, relançant ainsi la production et l'emploi. Il n'aboutit à rien. La demande est réitérée au G7 de 1982 à Versailles, mais n'est pas acceptée.
La relance keynésienne permet de dynamiser la croissance française, qui passe de 1,1 % de taux de croissance en 1981 à 2,5 % en 1982. Cela se fait cependant au détriment des finances publiques, dont les déficits se creusent. La première pause dans la relance Mauroy, puis le tournant de la rigueur en 1983, provoquent une baisse de la croissance à 1,3 % en 1983, mais permet un rééquilibrage des comptes publics et une baisse de l'inflation.

### Politique monétaire
Lorsque le Système monétaire européen est mis en place en place en mars 1979, 1 mark allemand vaut 2,30 francs français. L'annonce de l'élection de François Mitterrand agite les marchés, ce qui enclenche une phase de dépréciation du franc. La Banque de France doit ainsi puiser dans ses réserves pour défendre la monnaie en la rachetant sur les marchés des changes.
Lorsque les premières mesures de relance dégradent la balance commerciale française, une dévaluation de 3 % est proposée. Elle permet d'aboutir à un cours d'1 mark pour 2,50 francs. Il est de nouveau dévalué le 12 juin 1982 de 5,75 %.

### Politique industrielle et de l'emploi
Un des marqueurs forts du gouvernement est la nationalisation d'entreprises considérées comme vitales pour l'économie de la nation. Neuf entreprises de premier plan, parmi lesquelles CGE, Pechiney, Rhône-Poulenc, Saint-Gobain et Thomson, ainsi qu'une écrasante partie du secteur bancaire (39 banques) et deux compagnies financières (Paribas et Suez), sont nationalisées.
Certaines entreprises considérées comme devant être sauvées sont récupérées par l'Etat via l'émission de créances en action (Usinor et Sacilor), ou en prises de participations, ou en rachat de filiales (Matra, Dassault, Bull, filiales d’ITT en France). Le pourcentage des employés travaillant dans les entreprises publiques passe de 6 % en 1980 à 10,3 % en 1983 (1,08 million à 1,85 million de personnes).
Entre 1981 et 1983, 240 000 emplois supplémentaires sont créés dans le secteur public.
Honorant sa promesse de campagne, le gouvernement présente une baisse de la durée du travail (de 40 à 39 heures, sans perte de salaire), une cinquième semaine de congés payés, et la baisse de l'âge de départ à la retraite, combinée à une extension des dispositifs de départ en préretraite. Selon les expertises ultérieures, le bilan de la réforme des 39h serait relativement négligeable, ayant abouti à 10 000 à 40 000 créations d'emplois uniquement.
Les Lois Auroux sont votées entre mi et fin 1982, créant un droit de retrait des salariés en cas de danger imminent, les Comité d'hygiène, de sécurité et des conditions de travail, mettant en place un encadrement du pouvoir disciplinaire du chef d'entreprise et du règlement intérieur, au moyen notamment de l'interdiction de toute discrimination, et en instaurant un droit d'expression des salariés sur leurs conditions de travail.
La Bourse de Paris connaît une augmentation de 60 % malgré le ralentissement conjoncturel de l'activité économique de juin 1982 et mars 1983. Elle bénéficie ainsi d'une progression supérieure de deux à trois fois à celle du New York Stock Exchange et de la Bourse de Tokyo. Cette flambée est due à trois facteurs : l'effondrement de l'immobilier et la levée de l'anonymat sur l'or, qui ont pour effet de déplacer les capitaux vers les marchés financiers, ainsi que les réformes Delors, qui ont permis d'orienter l'épargne vers l'investissement en créant ou développant des produits financiers comme les SICAV, les comptes en action et les titres participatifs. En plus de cela, l'ouverture d'un second marché à la Bourse de Paris le 1er février 1983 permet aux entreprises moyennes et sous-capitalisées d'avoir accès à l'argent dont elles avaient besoin pour relancer leur production.

### Finances publiques
Le budget 1982 acte une augmentation de 27,5 % des dépenses publiques par rapport au dernier budget du Gouvernement Raymond Barre (3). Comme une partie seulement de cette augmentation est compensée par des recettes, le déficit se creuse fortement pour atteindre en 1982 -2,8 % du PIB, contre -0,1 % en 1980.
Avant de compenser l'augmentation des dépenses, les impôts sur les tranches les plus aisées de la population sont augmentés, ou créés. L'Impôt sur les Grandes Fortunes, ancêtre de l'Impôt sur la fortune, est créé, touchant 1 % des foyers fiscaux (100 000 contribuables), rapportant 4 milliards de francs. Les hausses d'impôts sur les plus aisés représentent 9 milliards de francs. Cela ne recouvre pas les 30 milliards de francs annuels que représentent les hausses de prestations et l'augmentation du SMIC.
Le décalage entre les recettes et les dépenses accumule les déficits, qui fait gonfler la dette. Or, le contexte économique mondial n'est pas favorable aux emprunts, car la politique monétaire menée par le dirigeant de la Fed, Paul Volcker, fait apprécier le dollar, ce qui fait augmenter dans les pays développés les taux d'intérêt sur les dettes publiques. Ainsi, le premier emprunt à long terme lancé par le gouvernement en 1981 se fait au taux très élevé de 18,5 %.
La relance de 1981 a les mêmes effets que celle de 1975, à savoir une augmentation du déficit de la balance commerciale, qui avait atteint 2,1 % du PIB en 1980, et passe à 4 % en 1982. À 4 % en 1982, elle dépasse symboliquement les 100 milliards de francs ; le déficit commercial de la France vis-à-vis de l'Allemagne passe de 23 milliards de francs en 1981 à 39 milliards l'année suivante. Si la relance joue en majeure partie dans ce déficit, l'augmentation des prix du pétrole à la suite du choc pétrolier, ainsi que la hausse du dollar voulue par Paul Volcker à la Fed, y contribuent également.
Laurent Fabius met en place une politique d'amnistie fiscale afin que de l'épargne soit rapatriée en France. Le taux forfaitaire est de 25 %. Jacques Chirac fera de même lorsqu'il dirigera son gouvernement de cohabitation, avec un taux forfaitaire de 10 %.

## Analyse de la popularité
La popularité du gouvernement est portée par le résultat récent de François Mitterrand à la présidentielle. Toutefois, le climat économique qui empire en 1981 écorne l'image du gouvernement.
Le 17 août, un sondage IFRES du Journal du dimanche montre que, à cent jours du début de l'action gouvernementale, 44 % des Français sont satisfaits de l'action engagée, 76 % se réjouissent des mesures sociales adoptées, 53 % sont favorables aux nationalisations. Cependant, 51 % estiment que la lutte contre le chômage menée par la gauche ne sera pas efficace, contre 29 %.
Le 7 novembre 1981, 53 % des Français jugent positivement les six premiers mois du gouvernement de la gauche.

## Démission
La démission de ce gouvernement est publiée au Journal officiel du 23 mars 1983. Pierre Mauroy est reconduit dans ses fonctions de Premier ministre et forme le gouvernement Pierre Mauroy 3.